# Gorlickie Centrum Kultury

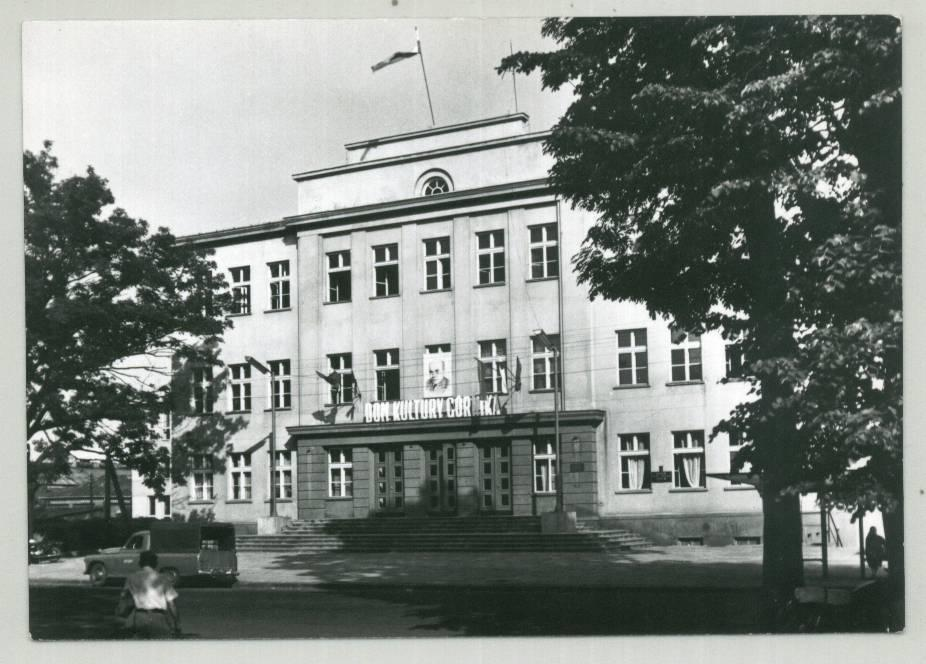
Widok Gorlickiego Centrum Kultury z 1956 roku

Gorlickie Centrum Kultury – samorządowa instytucja kultury, posiadająca osobowość prawną i samodzielnie prowadząca gospodarkę finansową. Siedziba Domu Kultury mieści się w Gorlicach w budynku przy ulicy Michalusa 4.

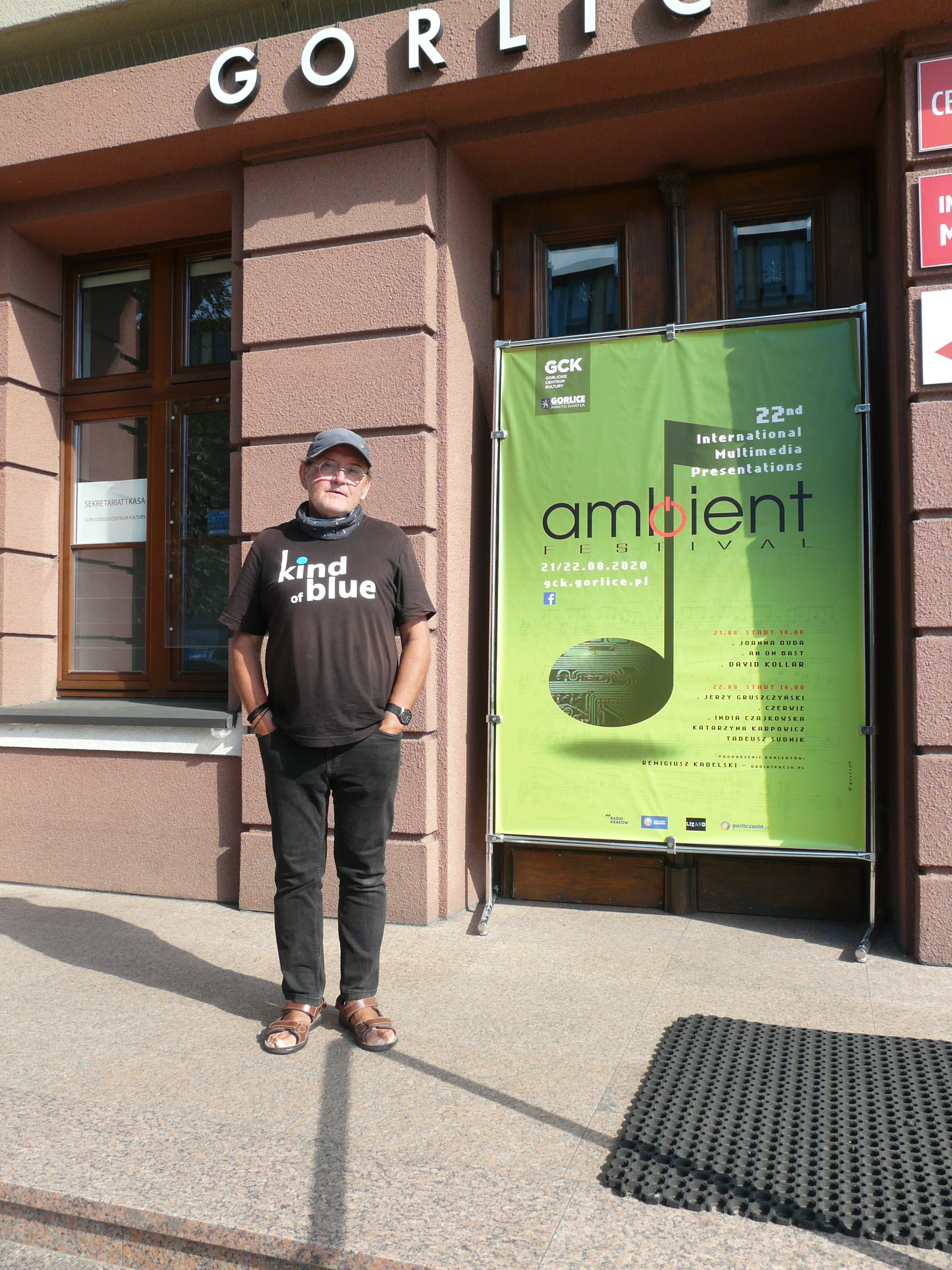
Gorlickie Centrum Kultury, Międzynarodowe Prezentacje Multimedialne AMBIENT FESTIVAL 2020, Tadeusz Łuczejko

Gorlickie Centrum Kultury jest samorządową instytucją kultury powstałą w 1982 roku. Jest organizatorem festiwali, przeglądów, koncertów i warsztatów artystycznych o randze krajowej i międzynarodowej, m.in. Międzynarodowych Prezentacji Muzycznych Ambient. Podejmowane przez GCK działania od wielu lat współtworzą mapę wydarzeń artystycznych miasta i regionu, dążąc do zaspokojenia potrzeb kulturalnych mieszkańców. W strukturze organizacyjnej GCK funkcjonują również Dom Polsko-Słowacki im. Dušana Jurkoviča w Gorlicach, który promuje dziedzictwo kulturowe pogranicza polsko-słowackiego, oraz sześć świetlic osiedlowych usytuowanych na terenie miasta. Instruktorzy Gorlickiego Centrum Kultury prowadzą ponadto zajęcia muzyczne, teatralne, plastyczne i rytmiczno-taneczne w gorlickich szkołach i przedszkolach.

## Historia
Instytucja została powołana 1 października 1982 roku na mocy porozumienia podpisanego pomiędzy naczelnikiem miasta Gorlic i dyrektorem naczelnym Fabryki Maszyn Wiertniczych i Górniczych „Glinik”. Powstała w wyniku połączenia działalności kulturalno-wychowawczej Zakładowego Domu Kultury „Górnik” i Miejskiego Ośrodka Kultury. Jej bazą stał się wzniesiony w 1956 roku budynek Zakładowego Domu Kultury przy ul. Michalusa 4.
Przedmiotem działalności placówki było
- rozwijanie czynnego uczestnictwa mieszkańców miasta w życiu kulturalnym
- edukacja kulturalna i przygotowanie do odbioru sztuki
- inspirowanie i rozwijanie zainteresowań amatorską twórczością artystyczną
- organizowanie rozrywek, zabawy i rekreacji kulturalnej.

Zgodnie z zawartą umową, dyrekcja fabryki udostępniła GCK wszystkie pomieszczenia ZDK do wspólnej działalności kulturalno-wychowawczej, przy czym pod względem administracyjno-gospodarczym gospodarzem obiektu była Fabryka Maszyn Wiertniczych i Górniczych „Glinik". Zobowiązywała się ona do ponoszenia kosztów utrzymania budynku, remontów kapitalnych i bieżących oraz zatrudnienia pracowników obsługi. Do naczelnika miasta należało zaplanowanie środków na działalność podstawową oraz kadrę merytoryczną.
W GCK utrzymane zostały wcześniejsze formy aktywności kulturalnej i edukacyjnej Zakładowego Domu Kultury i Miejskiego Ośrodka Kultury, takie jak: Regionalny Zespół Taneczny „Pogórzanie”, Teatr Małych Form Teatralnych, Zakładowe Koło Polskiego Związku Filatelistów, Klub Krótkofalowców, Koło Modelarstwa Lotniczego, Koło Szaradzistów „Omega”, zespół poezji śpiewanej „Ostatnia Wieczerza w Karczmie Przeznaczonej do Rozbiórki”. Niektóre z nich przetrwały do dziś.
Od momentu powołania GCK powstawały także nowe formy działalności, m.in.
- Teatrzyk Lalkowy „Promyczek”
- zespoły muzyczne: „Select”, „Paragraf”, „Kropla życia”, „Aqavoice”, „The Feast of Frends”’ „Vent”
- zespół wokalno-taneczny „Dzieci Pana Stefana”
- Zespół Tańca Współczesnego „Trio”
- zespoły taneczne „Nutki”, „Wesołe nutki”, „Balans”, „Swing”
- Gorlicka Grupa Teatralna „Promień”
- zespoły teatralne: „Orzeszek”, „Esy-Floresy”
- Klub Miłośników Tańca
- Zespół Cheerleaders
- W latach 2002–2005 pod nazwą Akademia Słowa odbywały się warsztaty recytacji prowadzone przez wykładowców Krakowskiej Państwowej Wyższej Szkoły Teatralnej
- Klub fitness, koła plastyczne oraz wiele innych.

Oferta kulturalna GCK dostosowywana była do potrzeb środowiska i dokonujących się zmian w życiu społecznym miasta. W 1985 roku uruchomiona została filia GCK – świetlica w Sokole. We wrześniu 1988 roku w swoją działalność wznowiło kino „Legenda”. W listopadzie 1990 roku uruchomiony został także „Klub Bravo”, który prowadził sprzedaż prasy zagranicznej, kaset wideo, pomocy do nauki języków obcych oraz artykułów papierniczych. W klubie znajdowała się jedna z pierwszych i największych w Gorlicach wypożyczalnia kaset wideo. W wyniku działalności klubu pojawiły się pierwsze giełdy sprzętu radiowo-telewizyjnego, elektronicznego, płyt i kaset wideo oraz kiermasze książek.
W roku 1994 w porozumieniu ze Spółdzielnią Mieszkaniową „Małopolska” utworzono dwie świetlice osiedlowe GCK – na osiedlu Korczak „Harcówka” i w klubie „Jubilat” na osiedlu Magdalena. W ten sposób ułatwiono dzieciom i młodzieży z tych części miasta dostęp do zajęć tanecznych, plastycznych i teatralnych.
W 1999 roku Zarząd i Rada Miasta Gorlice wykupiły budynek od Związków Zawodowych i oddała go w administrację Gorlickiemu Centrum Kultury. Wykonano remonty instalacji centralnego ogrzewania, parkietu w sali tańca, odnowiono także pomieszczenia służące do działalności merytorycznej. W późniejszych latach wykonano też wymianę instalacji elektrycznej oraz inne prace remontowe.
Nieprzerwanie od roku 1999 odbywają się Międzynarodowe Prezentacje Muzyczne Ambient, gdzie publiczność ma możliwość zapoznania się na żywo z różnymi odmianami ambientowej muzyki elektronicznej.
Od roku 2000 instytucja realizuje również swoje działania w sześciu świetlicach osiedlowych: przy ulicach Dukielskiej, Tuwima, Pod Lodownią, Krasińskiego, Wyszyńskiego i Michalusa. Mieści się biblioteka ze zbiorem ponad 10 tysięcy książek przekazana nieodpłatnie przez Związki Zawodowe Fabryki Maszyn.
Ponadto, by ułatwić korzystanie z oferty kulturalno-edukacyjnej GCK, instruktorzy placówki rozpoczęli prowadzenie zajęć tanecznych, teatralnych i plastycznych w gorlickich szkołach i przedszkolach.
Od grudnia 2007 roku w strukturach Gorlickiego Centrum Kultury funkcjonuje Dom Polsko-Słowacki im. Dušana Jurkoviča w Gorlicach przy ul Rynek 1. Powstał on jako efekt projektu realizowanego przez miasto Gorlice przy współpracy dwóch miast partnerskich: Bardejova i Krynicy ze wsparciem środków unijnych z programu INTERREG IIIA Polska – Republika Słowacka 2004–2006.  Dom Polsko-Słowacki swoją działalność od początku koncentruje na organizacji wystaw, wernisaży, konkursów, konferencji, prezentacji, szkoleń, a nawet projekcji kina letniego. Kieruje ją do różnych grup mieszkańców.
Na przełomie 2012 i 2013 roku przeprowadzona została termomodernizacja budynku głównego GCK-u wraz z wymianą stolarki okiennej w ramach projektu „Termomodernizacja obiektów użyteczności publicznej na terenie gmin Ziemi Gorlickiej” współfinansowanego przez Unię Europejską ze środków Funduszu Spójności w ramach Programu Infrastruktura i Środowisko.

### Historia przed 1982 rokiem
Zakładowy Dom Kultury „Górnik”
W maju 1949 roku rozpoczęto prace budowlane Zakładowego Domu Kultury „Górnik”. Nakładem dużego wsparcia finansowego Fabryki Maszyn i Sprzętu Wiertniczego Glinik oraz społecznego zaangażowania załogi prace ukończono w czasie sześciu lat. W dniu 12 stycznia 1956 roku oddano do użytku Zakładowy Dom Kultury „Górnik” w Gliniku. Z klubu fabrycznego przeniesiono do niego działalność biblioteki oraz zespołów świetlicowych.
W Zakładowym Domu Kultury „Górnik” swą działalność prowadziły wówczas m.in.:
- amatorski zespół teatralny,
- zespoły taneczne i muzyczne „Halniaki” i „Kornuty”,
- orkiestra estradowa,
- Teatr Lalki i Aktora „Dorotka”,
- zakładowa orkiestra dęta,
- Regionalny Zespół Taneczny „Pogórzanie”,
- Amatorski Klub Filmowy „Beskid”,
- Amatorski Klub Fotograficzno-Filmowy „Apropo”,
- zakładowe koło Polskiego Związku Filatelistów,
- Klub Krótkofalowców,
- kino „Górnik”, dysponujące salą kinową na 530 miejsc z nowoczesną jak na owe czasy aparaturą kinową.

Ponadto w ZDK „Górnik” zaaranżowana została Sala Tradycji i Pamiątek „Glinika”, odwiedzana przez delegacje państwowe, resortowe i towarzyskie przyjeżdżające do fabryki.

## Działalność
- zespoły muzyczne
- zespoły teatralne
- zespoły taneczne
- Regionalny Zespół Taneczny „Pogórzanie
- Dom Polsko-Słowacki im. Dušana Jurkoviča
- Chór Kameralny – "Belfersingers"
- Biblioteka
- Świetlice
- Koła zainteresowań: plastyczne i muzyczne
- kursy tańca towarzyskiego
- klub fitness
- Konkursy, przeglądy, festiwale
- usługi plakatowania

## W budynku GCK działają kluby sportowe
- Ludowy Klub Sportowy „Pogórze”
- Międzyszkolny Klub Sportowy „Radość”
- Zapaśniczy Klub Sportowy

Na potrzeby klubów zostały zaadaptowane pomieszczenia niskiego parteru – znajdują się w nich trzy sale gimnastyczne (sekcja podnoszenia ciężarów, tenisa stołowego, zapasów).

## Inni użytkownicy pomieszczeń w budynku Gorlickiego Centrum Kultury
- Stowarzyszenie „Centrum Szkolenia Zawodowego”
- Niepubliczny Ośrodek Doskonalenia Nauczycieli „Wena”
- Gorlicki Ośrodek Wspierania Przedsiębiorczości
- Koło Wędkarskie